# H. D. Everett
Henrietta Dorothy Everett, que escribió bajo el seudónimo de Theo Douglas, (Gillingham, enero de 1851-Weston-on-Trent, 16 de septiembre de 1923) fue una novelista británica. Se dio a conocer su identidad en 1910 pero se sabe poco de su vida.

## Trayectoria
Henrietta Dorothy Huskisson nació en Gillingham, Kent, en 1851, era hija de Julia Lovatt (1826-1884) y John Huskisson (1820-1889), primer teniente de los Royal Marines. En 1869, a los 18 años, se casó con el abogado Isaac Edward Everett (1845-1904).
Comenzó a escribir en 1896, con cuarenta y cuatro años y, desde entonces y hasta 1920 publicó 22 libros bajo el nombre de Theo Douglas en 17 editoriales diferentes. Como Douglas, Everett escribió tres novelas históricas. Se trataba de A Golden Trust en 1905, ambientada durante la Revolución francesa, Cousin Hugh en 1910, ambientada durante las Guerras napoleónicas, y White Webs 1912, ambientada en el Sussex del siglo XVIII.
Muchas de las novelas de Everett se basaron en temas fantásticos y sobrenaturales. Por ejemplo, en Iras: A Mystery en 1896, un egiptólogo le retira la venda a una antigua momia egipcia que contiene la hermosa Iras del título, lo que la hace revivir. Los dos protagonistas se enamoran y se casan, pero con el tiempo, cuando se quitan siete amuletos mágicos del collar de Iras, ella gradualmente vuelve a convertirse en momia. Ha sido descrita como "Una novela en el umbral de la ciencia ficción... una extraña mezcla de psicología y egiptología, que muestra la perfección con la que los autores combinaban lo sobrenatural y lo científico durante la década de 1890".
En Nemo, de 1900, el alma de la heroína de la historia posee y anima involuntariamente un autómata. One or Two en 1907 es un cuento surrealista de una mujer obesa que adelgaza mediante el espiritismo. Malevola de 1914 es una historia de vampiros con un giro psíquico en la que la curiosa Madame Thérèse Despard es capaz de absorber la belleza y la fuerza vital de otra persona durante un masaje.
Bajo su propio nombre publicó The Death Mask, and Other Ghosts en 1920, que fue citado por H. P. Lovecraft en su ensayo sobre el terror sobrenatural titulado Sobrenatural Horror in Literature en 1927. El autor y académico británico M. R. James elogió el libro en su ensayo de 1929 Some remarks on Ghost Stories, describiéndolo como "de un tono bastante más tranquilo en su conjunto, pero con algunas historias excelentemente concebidas".
En el censo de 1911, Everett figuraba como viuda y novelista que vivía de sus propios ingresos. Murió en Weston-on-Trent en Derbyshire en septiembre de 1923. En su testamento, dejó 4.853 libras, 3 chelines y 6 peniques a su hijo Isaac Arthur Huskisson Everett.

## Obra

### Novelas
- 1896 – Iras: A Mystery. William Blackwood & Sons. Edinburgh.
- 1900 – Nemo. Smith, Elder & Co. London.
- 1905 – A Golden Trust. Smith & Elder. London.
- 1908 – A White Witch. Hurstand Blackett Limited. London.
- 1910 – Cousin Hugh. Metheun. London.
- 1912 – White Webs. Secker. London.
- 1914 – Malevola. Heath, Cranton & Ousley Ltd. London.

### Relatos
- 1918 – More Uncanny Stories. C. Arthur Pearson Limited. London.
- 1920 – The Death-Mask and Other Ghosts. Philip Allan & Co.